# Scathophaga multisetosa
Scathophaga multisetosa är en tvåvingeart som först beskrevs av Holmgren 1883.  Scathophaga multisetosa ingår i släktet Scathophaga och familjen kolvflugor. Inga underarter finns listade i Catalogue of Life.